# الفارس السويدي (فلم)
الفارس السويدي Horseman The Swedish (السويدية: Svenske ryttaren ) هو فيلم درامي تاريخي يعود لعام 1949 من إخراج جوستاف إدجرين وبطولة إليزابيث سودرستروم وكيني فانت وأكي سودربلوم.  تم تصويره في استوديوهات Råsunda في ستوكهولم وفي أوبسالا وتوريكوف. الفيلن مستوحى من رواية ليو بيروتس الصادرة عام 1936 والتي نحمل عنوان The Swedish Rider.

## الشخصيات
- إليزابيث سودرستروم بدور Agneta von Kreschwitz
- كين فانت مثل جاكوب
- Åke Söderblom بدور Stenius
- غونيل بروستروم في دور سفارتا ليزا
- هاري اهلين في دور سالتزا
- ماغنوس كيسستر في دور البيليف
- ستور إريكسون في دور ميكل
- باربرو نوردين في دور مارغريتا
- تومي بلومكويست بدور كارل
- إنجمار بالين في دور كريستيان فون ثورنفيلدت
- ويكتور أندرسون في دور حامل الكأس
- تور بورونج كقائد سلاح الفرسان
- Olle Ek بدور الخادم
- Gull Natorp في دور الكونتيسة جيلنكرونا
- آنا ستينا ولوند بدور كرستين